# NGC 3098
NGC 3098 is een spiraalvormig sterrenstelsel in het sterrenbeeld Leeuw. Het hemelobject werd op 19 februari 1827 ontdekt door de Britse astronoom John Herschel.

## Synoniemen
- UGC 5397
- MCG 4-24-12
- ZWG 123.14
- KARA 389
- PGC 29067